# Ренар, Карл Иванович
Карл Иванович Ренар (1809—1886) — доктор медицины, директор зоологического музея Московского университета, президент МОИП (1884), почётный член Российского минералогического общества (1882), тайный советник. Член 20 российских и иностранных обществ и учреждений, почётный член 43 обществ, совещательный член 43 обществ. Член Академии наук Болонского университета.

## Биография
Родился в Германии в семье врача Ивана Ренара (Jean-Claude Renard), умершего в 1827 году. Получив первоначальное образование в Майнце, Ренар поступил (1827) на медицинский факультет Гиссенского Университета, который окончил в 1832 году со степенью доктора медицины. Провёл год при Гейдельбергском университете и год в Париже, где слушал лекции первых медицинских знаменитостей того времени и занимался практически в Парижских госпиталях.
Переехал в Москву в 1834 году по приглашению своего дяди, президента Московской медико-хирургической академии Фишера фон Вальдгейма. Поступил домашним врачом к московскому генерал-губернатору князю Д. В. Голицыну, и как врач сопровождал на Кавказ семейство князя М. Ф. Голицына. В этих домах приобрел знакомство со многими высокопоставленными лицами. Эти знакомства помогли Ренару впоследствии в достижении одной из главных целей всей его научной жизни — развитии Московского общества испытателей природы.
Библиотекарь библиотеки Московской медико-хирургической академии (1837—1846) до самого закрытия академии. Усилиями Ренара библиотека, до этого находившаяся в состоянии величайшего хаоса, была приведена в образцовый порядок. В 1843 году академия присвоила Ренару степень доктора медицины (1843).
В 1846 году назначен хранителем Зоологического музея Московского университета по решению графа С. Г. Строганова. В 1855 году награждён орденом Св. Станислава 2-й степени. После смерти К. Ф. Рулье (1858) Ренар становится директором Зоологического музея (1858—1862). Не получив должности профессора в Московском университете, Ренар не мог унаследовать кафедру после Рулье, и это усложнило его деятельность в качестве директора музея. В частности ему не удалось предотвратить перемещение части коллекций Зоологического музея в Публичный музей (1860).
В 1840 году Фишер фон Вальдгейм привлёк Ренара к работе в Обществе испытателей природы, где на него были возложены обязанности секретаря общества. Также он был библиотекарем общества и редактором Бюллетеня общества; с 1872 года — вице-президент, в 1884—1886 годах — президент Московского общества испытателей природы, которое нередко даже называли Ренаровским обществом. На протяжении многих лет он вёл всю обширную деловую переписку общества по обмену коллекционными материалами и литературой, редактировал статьи и изыскивал средства на их публикацию в Бюллетене.
Ренар ставил целью жизни совершенствование дел общества; привел в полный порядок её библиотеку. В должности секретаря завёл научную переписку с учёными разных частей света, а как редактор — достиг распространения научных изданий Общества. Немало трудов и знаний потратил Ренар для обогащения как материального фонда Общества, так и библиотеки и музеев Московского университета. Проработав восемнадцать лет в Зоологическом музее, Ренар перенёс впоследствии свою энергию на этнографическое отделение Румянцевского музея, которое обязано многими замечательными своими экспонатами Ренару и как заведующему и как консерватору этнографических коллекций 1867—1886), которые он описал в «Сборнике материалов для истории Московского Публичного и Румянцевского музеев».
В 1865 году он был произведён в действительные статские советники и в этом же году Императорское московское общество испытателей природы праздновало 25-летний юбилей Ренара в должности учёного секретаря общества, а в 1882 году отпраздновало 50-летний юбилей учёной деятельности своего вице-президента. Эти юбилеи с ясностью показали глубокое уважение, заслуженное Ренаром среди учёных, государственных деятелей и монархов в разных частях света. Сборник приветственных речей к 50-летнему юбилею, адресов, телеграмм из Европы, Азии, Африки, Америки и Австралии составил целый том внушительных размеров. Ренар состоял членом 26-ти учёных обществ и учреждений, почётным членом 43 обществ, совещательным членом 43 обществ, совещательным членом Медицинского Совета Министерства внутренних дел, членом-корреспондентом 22 учёных обществ и учреждений. Гессенский Университет прислал Ренару к 50-летнему юбилею возобновленный почетный диплом доктора медицины, хирургии и акушерства. В этот же день Ренар осчастливлен был выражением Высочайшего благоволения Государя Императора.
Награждён русскими орденами до ордена Святого Владимира 2-й степени включительно (Св. Анны 1-й ст. в 1879, Св. Станислава 1-й ст. в 1873, Св. Владимира 3-й ст. в 1870); иностранными: кавалер Большого креста ордена Филиппа Великодушного, прусского Короны 3-й ст., вюртембергского ордена Фридриха 2-й ст., а также командорского ордена Почётного легиона.
Умер 1 сентября 1886 года в Висбадене после продолжительной болезни.

## Семья
Был женат на Мелании Никитичне Аскархановой (1816—1884). Их дети:
- Иван (1839—1907), товарищ министра народного просвещения, сенатор.
- Елизавета (1842—?), замужем за полковником Федором Ивановичем Гильфердингом.